# 2255 Qinghai
A 2255 Qinghai (ideiglenes jelöléssel 1977 VK1) a Naprendszer kisbolygóövében található aszteroida. Bíbor-hegyi Obszervatórium fedezte fel 1977. november 3-án.